# Referèndum constitucional del Tadjikistan de 1994
El 6 de novembre de 1994 es va celebrar un referèndum constitucional al Tadjikistan. La nova constitució va ser aprovada pel 96% dels votants.